# تريسي بيرد
تريسي بيرد (بالإنجليزية: Tracy Byrd)‏ هو مغن مؤلف ومغني أمريكي، ولد في 17 ديسمبر 1966 في فيدور في الولايات المتحدة.

## وصلات خارجية
- الموقع الرسمي
- تريسي بيرد على موقع IMDb (الإنجليزية)
- تريسي بيرد على موقع ميوزك برينز (الإنجليزية)
- تريسي بيرد على موقع أول ميوزيك (الإنجليزية)
- تريسي بيرد على موقع ديسكوغز (الإنجليزية)